# Sinal de Courvoisier
O sinal de Courvoisier é um sinal médico que define a presença de icterícia e de uma vesícula biliar distendida sem a presença de dor. É um forte indicativo de câncer pancreático (principalmente periampular), e pode ser usado para distinguir o câncer pancreático da colecistite aguda ou coledocolitíase.